# Darius I
Darius I (Tiếng Ba Tư cổ: Dārayava(h)uš, Tiếng Ba Tư mới: داریوش Dāriush; k. 550–486 TCN) là vị vua thứ ba của Đế quốc Achaemenes Ba Tư. Được gọi là Darius Đại đế, dưới triều đại của ông, đế quốc Ba Tư có lãnh thổ rộng lớn nhất khi nó bao gồm phần lớn Tây Á, vùng Kavkaz, một phần của khu vực Balkan (Thracia-Macedonia và Paeonia), hầu hết các khu vực ven bờ biển Hắc Hải, những vùng đất ở Bắc Kavkaz, Trung Á, tới tận là Thung lũng Indus ở xa về phía đông, và một phần ở phía bắc và đông bắc châu Phi, bao gồm Ai Cập (Mudrâya), miền đông Libya và miền ven biển Sudan.
Darius lên ngôi bằng cách lật đổ Gaumata, một thầy pháp tiếm vị và mạo danh mình là Bardiya, với sự hỗ trợ của sáu gia đình quý tộc Ba Tư khác. Darius đã được trao vương miện ngay sáng hôm sau đó. Vị tân vương vừa mới lên ngôi đã phải đối mặt với những cuộc nổi loạn xảy ra toàn quốc và phải dập tắt chúng. Một sự kiện quan trọng trong triều đại của Darius là cuộc viễn chinh nhằm chinh phạt Hy Lạp và bình định thành Athena và Eretria vì họ đã giúp đỡ phiến quân trong khởi nghĩa Ionia. Mặc dù cuộc viễn chinh kết thúc với thất bại trong trận Marathon, Darius đã thành công trong việc tái chinh phục Thracia, mở rộng cương thổ của đế quốc sau khi chinh phục Macedonia, Cyclades và đảo Naxos và vụ cướp phá thành Eretria.
Darius tổ chức lại đế chế bằng cách chia nó thành nhiều tỉnh và đặt quan trấn thủ (satrap) để cai trị. Ông thiết lập một hệ thống tiền tệ mới thống nhất và chọn tiếng Aram làm ngôn ngữ chính thức của đế chế. Ông cũng đưa đế chế lên một vị thế cao hơn bằng cách cho xây dựng đường đi lại và sử dụng hệ thống đo lượng tiêu chuẩn. Qua những cái cách này, đế chế trở nên trung ương hoá và thống nhất hơn. Darius cũng cho xây dựng trên khắp mọi miền đế quốc, tập trung ở Susa, Pasargadae, Persepolis, Babylon và Ai Cập. Cuộc đời và sự nghiệp của Darius được biết đến qua ghi nhận của các sử gia Hy Lạp cổ đại và qua một bi văn cổ khắc trên khối đá, được gọi là bi văn Behistun, một bằng chứng quan trọng về ngôn ngữ Ba Tư cổ. Tuy nhiên, một vài dữ kiện trên bi văn này được xem là hư cấu.
Darius I được đề cập đến trong các sách Haggai, Zechariah và Ezra–Nehemiah của Kinh thánh.
Đế quốc Achaemenes dưới triều đại của Darius kiểm soát phân số dân số thế giới lớn nhất, không có bất kỳ đế quốc nào trong lịch sử cai trị số phần trăm dân số nhiều hơn Đế quốc Achaemenes. Dựa trên ước tính nhân khẩu học lịch sử, Darius I cai trị khoảng 50 triệu người, hoặc ít nhất là 44% dân số thế giới lúc bấy giờ.

## Từ nguyên
Dārīus là Dārēus là cách viết trong tiếng La Tinh của từ Dareîos (Δαρεῖος) trong tiếng Hy Lạp và bắt nguồn từ từ gốc Dārayava(h)uš (𐎭𐎠𐎼𐎹𐎢𐏁 trong tiếng Ba Tư cổ; dryhwš trong tiếng Aram), cách viết tắt của từ Dārayava(h)uš (𐎭𐎠𐎼𐎹𐎺𐎢𐏁). Cách viết dài hơn cũng đã được coi là đã được phản ánh trong từ Da-ri-(y)a-ma-u-iš trong tiếng Elam, Da-(a-)ri-ia-(a-)muš trong tiếng Babylon, drywhwš trong tiếng Aram và có lẽ là cách viết dài Dareiaîos (Δαρειαῖος) trong tiếng Hy Lạp. Tên gọi này là một chủ ngữ mang nghĩa "anh ta đang nắm giữ chắc tánh tốt", phần đầu dāraya có nghĩa là "người nắm giữ" và phần thứ hai "vau" có nghĩa là "lòng tốt, tính tốt".

## Tuổi trẻ
Darius là con trưởng trong số năm người con trai của Hystaspes và Rhodugune vào năm 550 TCN. Hystaspes là một nhân vật "tai to mặt lớn" tại Persis, quê hương của người Ba Tư. Các dòng văn tự triều Darius I ghi nhận rằng Hystaspes là quan Tổng trấn xứ Đại Hạ năm 522 trước Công nguyên. Theo nhà sử học Herodotus, Hystaspes là quan Tổng trấn đất Persis, cho dầu hầu hết các nhà sử học cho rằng điều đó là sai. Cũng theo Herodotos (III.139), Darius, trước khi chiếm đoạt ngôi báu thì "chẳng có vai vế gì vào thời điểm đó", và trở thành lính giáo (doryphoros) trong chiến dịch phạt Ai Cập (528 - 525 trước Công Nguyên) của Đại Vương Ba Tư lúc bấy giờ là Cambyses II. Hystaspes là một võ tướng trong Triều đình Cyrus Đại Đế, có thế lực mạnh.
Vào năm 530 trước Công Nguyên, theo sử cũ của Herodotos, vua Cyrus Đại Đế thân chinh xuất binh thảo phạt người Massagetea - một man tộc thiện chiến và dữ tợn ở phương Bắc do Nữ hoàng Tomyris trị vì. Đại Vương Cyrus đã cử mưu sĩ Kroisos cùng với Hoàng tử Cambyses ở lại, phòng khi Đại Vương trận vong thì Cambyses sẽ lên thay ngôi. Về phần Darius, Tướng quân Hystaspes cha ông có theo vua lên đường, nhưng Darius ở lại kinh thành do ông chưa đủ tuổi nhập ngũ. Khi Cyrus Đại Đế vượt qua sông Araxes và ngủ trên đất địch, vị Đại Vương này chiêm bao thấy Darius có hai cánh và đứng ở giao điểm giữ châu Âu và châu Á (theo cách hiểu thời đó là toàn thể thế gian). Khi Cyrus Đại Đế bừng tỉnh, Đại Vương xem đây là điềm báo về mối hiểm họa sau này của mình, hiểu là Darius I sẽ lên thống trị toàn cõi hồng trần. Tuy nhiên, do Cyrus Đại Đế đã chọn Cambyses làm người kế ngôi, chứ không phải là Darius, cho nên Đại Vương lo sợ rằng Darius đang âm mưu phản nghịch, với hàng đống tham vọng chiếm đầy đầu óc của ông. Nghĩ là làm, Cyrus Đại Đế triệu Hystaspes đến và phán hỏi: 
"Ta tin chắc rằng, điều ấy báo hiệu con trai của Khanh đang lập nên những mưu đồ phản nghịch và đầy chất tham vọng. Do đó, Khanh nên về nước và khi có chuyện cấp thiết thì bắt giữ ngay hắn lại. Coi sóc chặt chẽ hắn, và hãy để cho hắn sẵn sàng bẩm tấu về hành vi của hắn một khi Ta trở về."
Tướng quân Hystaspes kính bẩm:
"Muôn tâu Bệ Hạ, ông Trời không thể nào cho một người Ba Tư đang sống lại làm chuyện đại nghịch. Nếu có kẻ nào dám làm vậy, cái chết sẽ nhanh chóng đến với hắn ! Người thấy dân Ba Tư là thứ dân nô dịch, Người đã biến họ thành một dân tộc tự do, Người đã khiến họ thu phục mọi dân khác, Người đã biến họ thành Bá chủ của tất cả mọi dân tộc. Nếu chiêm bao của Người thông báo rằng con trai Thần đang rắp tâm mưu phản, Thần xin nguyện giao hắn cho Người để Người xử lý hắn tùy theo ý muốn của Người."
Nói rồi, Hystaspes liền quay về để theo dõi Darius.. Quân Massagetae và quân Ba Tư xáp chiến hết sức khốc liệt, Cyrus Đại Đế và quá nửa đoàn quân hùng mạnh của nhà vua đều bại vong, tàn binh Ba Tư tháo chạy tứ tán. Như vậy, giấc mộng nêu trên là thông điệp của chư thần báo cho Cyrus Đại Đế biết rằng ông sẽ chết trận trong chiến dịch phạt Scythia này và sau này chiếc vương trượng sẽ rơi vào tay Darius, con trưởng của Hystaspes. Nhưng nhất thời, ngay sau khi Cyrus Đại Đế trận vong, tại kinh thành Pasargadae, Hoàng tử Cambyses lên nối ngôi, tức là Đại Vương Cambyses II.

## Lên ngôi
Có hai nguồn tư liệu chủ yếu ghi chép về quá trình nối ngôi của Darius I, đó là những dòng bi văn của chính ông và sử cũ Hy Lạp. Một số nhà sử học hiện đại suy xét rằng thực chất Darius I là một ông vua soán ngôi. Họ cho rằng, Gaumata có khả năng chính là Hoàng tử Bardiya, và dựa vào thế nước loạn lạc, Darius I đã thẳng tay hạ sát vị Hoàng tử này và cướp đoạt ngai vàng cho chính ông.
Theo Bi văn Behistun do chính Đại Vương Darius I ngự bút, tiên vương Cambyses II đã sát hại Hoàng đệ Bardiya, nhưng thần dân Ba Tư lại không hay biết về vụ án mạng này. Có kẻ tên Gaumata xuất hiện và dối láo với trăm họ rằng ông này chính là Bardiya. Thần dân Ba Tư càng chán ghét sự thống trị bạo ngược của Cambyses II vào ngày 11 tháng 3 năm 522 một cuộc khởi loạn chống Cambyses II đã nổ ra khi tiên vương đang chinh chiến nơi phương xa. Vào ngày 1 tháng 7 năm 522 trước Công Nguyên, nhân dân Ba Tư tôn Gaumata - tức "Bardiya" - làm Đại Vương. Không có Hoàng thân quốc thích nào của triều Achaemenes dám làm loạn với Gaumata để bảo vệ tính mạng của mình. Darius - vốn là người lính giáo của Cambyses II cho đến khi tiên vương qua đời, kêu gọi giúp đỡ vào tháng 9 năm 522 trước Công Nguyên, cùng với các cộng sự Otanes, Intraphrenes, Gobryas, Hydarnes, Megabyxus and Aspathines, tiêu diệt Gaumata tại thành trì Sikayauvati.
Vài ngày sau khi giết hại Gaumata, Darius và bảy quý tộc khác đã họp bàn về vận nước. Thoạt đầu, họ bàn bạc về thể chế trị nước, mà Otanes khuyến khích thành lập nền Dân chủ Cộng hòa, Megazybus thì ủng hộ chế độ chính trị đầu sỏ, trong khi Darius thì mong muốn duy trì nền quân chủ chuyên chế. Nhưng Darius giải thích cặn kẽ rằng một Chính phủ Dân chủ - Cộng hòa có thể sẽ tham ô và nội bộ thì sẽ bất hòa lẫn nhau, trong khi chế độ quân chủ chuyên quyền chỉ tập trung quyền lực vào tay Quân vương, qua đó các quý tộc kia tuân theo ông rằng một chế độ quân chủ tuyệt đối là thể chế chính trị đúng đắn nhất của đất nước. Để bầu chọn Đại Vương, sáu quý tộc (Otanes tuyên bố rằng ông không thèm làm vua) đã tiến hành thử thách. Khi bình minh hé sáng, tất cả họ sẽ tập hợp ở ngoại thành và cưỡi trên lưng ngựa, và con ngựa của ai mà hí lên đầu tiên thì người đó sẽ lên ngôi Đại Vương. Theo điển cố do Herodotos kể lại, người nô lệ chăn ngựa Oebares của Darius đã giúp cho ông đoạt được ngôi báu. Trước khi bắt đầu cuộc thi, Oebares xoa hai bàn tay vào bộ phận sinh dục của con ngựa quý của Darius. Khi sáu quý tộc tụ tập đầy đủ nơi ngoại thành, Oebares đặt tay bên hai lỗ mũi con ngựa của Darius, khiến con ngựa ngửi thấy mùi và hý vang trời. Liền lúc đó, những tia chớp bất ngờ lóe ra trên bầu trời, rồi sét đánh rầm trời, khiến cho sáu quý tộc kia tin rằng Thiên Chúa đã chứng nhận vương quyền của Darius, nên họ liền nhảy xuống ngựa và bái lạy Darius. Darius chẳng tin rằng ông lấy được cây vương trượng nhờ vào sự gian trá, mà là nhờ vào trí thông minh tuyệt vời, thậm chí ông còn cho tạc bức tượng ông ngồi trên lưng con ngựa đang hý vang và ghi khắc "Darius, con trai của Hystaspes, đã giành được quyền lực tối cao của Ba Tư nhờ trí khôn của con ngựa của Người và mưu trí của Oebases - bật mã ôn của Người".
Lên ngôi đại thống có nghĩa là Darius I phải gánh vác trách nhiệm rất to lớn. Dưới triều hai vua Cyrus II và Cambyses II, nước Ba Tư đã hưng thịnh, có quân đội mạnh, khiến thiên hạ phải kinh sợ. Tuy nhiên, tình hình đất nước sau khi vua Darius I lên ngôi là thiếu ổn định, đang đứng bên bờ vực khủng hoảng.
Khoảng năm 520 TCN, Hoàng tử Xerxes ra đời.

## Cai trị
Năm 516 TCN, Người Babylon nổi dậy chống lại ách thống trị của Darius. Ông chuẩn bị một cuộc đàn áp.
Năm 514 TCN, Darius chiếm lại được Babylon.
Năm 512 TCN, Darius vượt sông Donau để giao chiến với người Scythia, nhưng thua trận và rút lui.
Năm 512 TCN, Darius cho làm loại đồng tiền vàng Daric.
Darius đã đưa bờ cõi của đế quốc tới tận bắc Ấn Độ về phía Đông và tới Thổ Nhĩ Kỳ về phía Tây.
Bấy giờ, đế quốc Ba Tư Achaemenid đã trở thành một đế quốc rộng lớn nhất thế giới (7.500.000 km²), được chia làm 20 tỉnh cho dễ cai trị. Mỗi tỉnh do một quan satrap (tỉnh trưởng) trị vì.
Năm 500 TCN, Ông mở ra một chương trình xây dựng đầy tham vọng. Nhất là một quốc lộ hoàng gia dài 1.500 dặm (2400 km) từ Susa (Iran ngày nay) tới Ephesus tại Thổ Nhĩ Kỳ. Đế quốc Ba Tư lên tới đỉnh cao hoàng kim. Đế quốc này cũng trở thành nước lớn nhất thế giới thời đó, rộng 7.500.000 km².
Năm 499 TCN, Những khu định ở Thổ Nhĩ Kỳ làm loạn. Họ được hậu thuẫn bởi các thành bang lớn của Hy Lạp cổ đại, trong đó có cả thành Athena. Từ đó, chiến tranh Hy Lạp-Ba Tư nổ ra.

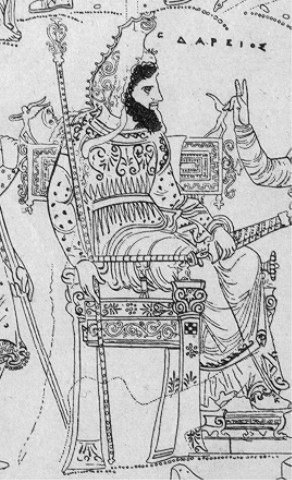
Hình Darius trên các bình gốm Hy Lạp cổ đại

Năm 490 TCN, Darius cố gắng ổn định lại trật tự, ông phái 80 vạn quân đi chinh phạt thành Athena. Đội quân của ông tiêu diệt được xứ Eretria, xong lại đại bại tại trận Marathon. Từ đó, cuộc chiến Hy Lạp-Ba Tư kết thúc, với kế quả là Hy Lạp thắng, Ba Tư giảm bớt phần nào quyền lực, dù vẫn không mất địa vị quyền lực của một đế quốc rộng lớn, giàu có và hùng mạnh chưa từng thấy.
Năm 485 TCN, Darius băng hà. Ông ở ngôi được 36 năm, hưởng thọ 64 tuổi và được chôn cất ở thành phố Persepolis. Ngai vàng Ba Tư đã được truyền cho một người con trai của ông là Xerxes I - con trưởng của hoàng hậu Atossa.

## Gia quyến

### Con cái
Con của con gái Gobryas
- Artabazanes
- Ariabignes
- Một người con trai vô danh

Con của Atossa
- Xerxes
- Achaemenes
- Hystaspes
- Masistes
- Mandane (thỉnh thoảng bị nhầm lẫn với Sandauce Con của Artystone
- Arsames
- Gobryas
- Artazostre (phu nhân của tướng Mardonius)

Con của Parmys, con gái Smerdis
- Ariomardus

Con của Phratagune
- Abrocomes
- Hyperanthes

Con của Phaedymia, con gái Otanes'
Không rõ
Con của những cung phi vô danh
- Ariamenes (thỉnh thoảng bị nhầm lẫn với một trong ba người con trai của con gái Gobryas)
- Arsamenes
- Ba công chúa vô danh
- Sandauce
- Ištin
- Pandušašša

## Chú giải
1. ↑  Mary Boyce, Zoroastrians: Their Religious Beliefs and Practices, (Taylor & Francis, 1979), 54–55.
2. ↑  "The Behistun Inscription". Bản gốc lưu trữ ngày 25 tháng 9 năm 2013. Truy cập ngày 12 tháng 2 năm 2017.
3. ↑  "DĀḠESTĀN". Truy cập ngày 29 tháng 12 năm 2014.
4. ↑  "The Making of the Georgian Nation". Truy cập ngày 29 tháng 12 năm 2014.
5. ↑  Darius I Đại đế
6. ↑  Full translation of the Behistun Inscription - wikipedia tiếng Anh[liên kết hỏng]
7. ↑  "Five Empires That Were Close to World Domination Lưu trữ ngày 25 tháng 1 năm 2017 tại Wayback Machine". Joseph Kaminski. ngày 20 tháng 3 năm 2016. Truy cập ngày 16 tháng 8 năm 2016.
8. ↑  Shahbazi 1996, tr. 40.
9. ↑  Cook 1985, tr. 217.
10. ↑  Abbott 2009, tr. 14.
11. 1 2 3 4 5  Herodotus, George Rawlinson, The Histories, trang 61
12. 1 2  Abbott 2009, tr. 14-15.
13. ↑  Abbott 2009, tr. 15-16.
14. ↑  Abbott 2009, tr. 286-287.
15. ↑  Boardman 1988, tr. 53.
16. 1 2  Boardman 1988, tr. 54.
17. ↑  Poolos 2008, tr. 17.
18. ↑  Abbott 2009, tr. 98.
19. ↑  "Trang web Đại sứ quán Iran". Bản gốc lưu trữ ngày 28 tháng 2 năm 2009. Truy cập ngày 18 tháng 12 năm 2008.
20. ↑  Một trong 4 thủ đô của Đế quốc Ba Tư (các thủ đô kia là Persepolis, Pasargadae, Ectabane
21. ↑  Theo cuốn Lịch sử thế giới
22. ↑  Theo cuốn 1001 nhân vật và sự kiện lịch sử thế giới của Ngọc Lê.